# Tre donne sono troppe
Tre donne sono troppe (Die englische Heirat) è un film del 1934 diretto da Reinhold Schünzel.

## Produzione
Il film fu prodotto dalla Cine-Allianz Tonfilmproduktions GmbH.

## Distribuzione
Venne distribuito in Cecoslovacchia dalla Lloydfilm.